# Tiana (ciudad de Anatolia)
Tiana o Tyana (Τύανα en griego) fue una ciudad de Capadocia que recibió el nombre del rey tracio Thoas, llamado también el rey de los Tauros. Está situada al pie de los Montes Tauro, cerca de las Puertas de Cilicia y en la orilla de un río afluente del Lamos. Fue la hitita Tuwanuwa y capital del reino neohitita de Tukhan (o Tukhana). También fue capital del distrito romano de Tyanitis.

## Historia

### Hititas y neohititas
Tiana es la ciudad mencionada en archivos hititas como Tuwanuwa. Durante la época del Imperio hitita a mediados segundo milenio a. C., Tuwanuwa fue uno de los principales asentamientos de la región junto con Hupisna, Landa, Sahasara, Huwassana y Kuniyawannni. Esta región del centro-sur de Anatolia se la conoce como la Tierra Baja en las fuentes hititas y su población hablaba principalmente luvita.

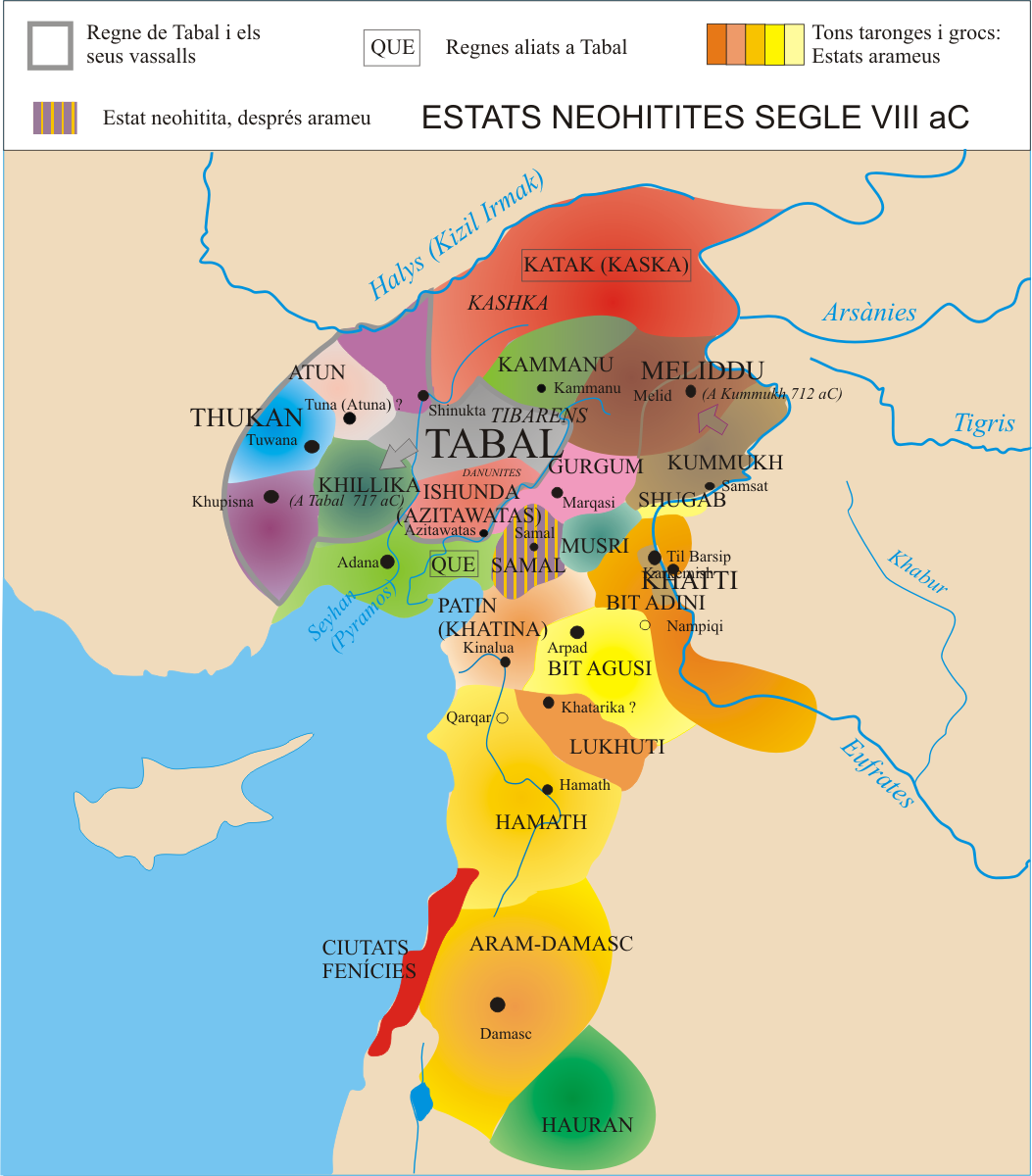
Reino de Tabal y los estados vecinos en el

Tras el colapso del imperio hitita, Tuwanuwa ( o Tuwana) era una ciudad importante de los reinos neohititas independientes. No está claro si estaba o no inicialmente incluida como parte del reino Tabal al norte, pero sin duda a finales del siglo VIII a. C. era un reino independiente bajo un gobernante llamado Warpalawa. Él figura en varias inscripciones jeroglíficas luvitas que se encuentran en la región, incluyendo un relieve en roca hallado en Ivriz. Warpalawa también se menciona en los textos asirios, bajo el nombre de Urballa, primero en una lista de tributos al rey asirio Tiglatpileser III y posteriormente en una carta de Sargón II. Warpalawa probablemente fue sucedido por su hijo Muwaharani cuyo nombre aparece en otro monumento que se halló en Niğde.

### Asirios, frigios, cimerios, lidios y medos
En el 740 a. C. después de que Arpad cayera en manos de los asirios, los reyes Tarkhularas de Gurgum, Dadilu de Kask (probablemente Katak/Kaska) y Samulal de Meliddu pagaron sus tributos. Les siguieron Urikki de Que, Azriyau de Yaudi-Samal, Uassurme (Wasu Sharumush) de Tabal, Ushkhitti de Atun, Urballa de Tokhan, Urimmi de Khubishna y Tukhammi de Ishtunda.
Probablemente antes del 700 a. C. habría caído en manos de los Frigios; después de los Asirios, y sobre el 680 a. C. de los Cimerios; posteriormente, en la segunda mitad del siglo VI a. C., habría caído en manos del reino de Lidia hasta su derrota por los Medos en la batalla del río Halis el 28 de mayo del 585 a. C. durante la cual se produjo el famoso eclipse total de sol que duró 3 minutos y 24 segundos.

### La invasión persa
La zona cayó en manos de los persas en el siglo VI a. C. y se mantendría hasta casi dos siglos. Los persas dividieron Anatolia en provincias, asignando un gobernador (sátrapa) a cada una. Darío II envió a Ciro el Joven a Asia Menor, como sátrapa de Lidia, Frigia y Capadocia, y comandante de las tropas persas. A partir de entonces la ciudad sería conocida como Dana.

### La época helenística
En el siglo IV a. C., el conquistador macedonio Alejandro Magno emprendió la conquista de Asia Menor, después del famoso episodio del nudo gordiano, arrebatando Capadocia de las manos persas, por lo que Tiana pasó a formar parte del Reino de Macedonia. Alejandro dejó a su teniente Cabictas para controlar la región, la cual estuvo bajo su dominio hasta su muerte de en 323 a. C., fue entonces cuando se estableció el Reino de Capadocia independiente y soberano bajo el liderazgo de Ariarates I, que llevaba siete años ejerciendo de rey rebelde subordinado al Reino de Macedonia.
Un año más tarde en el 322 a. C. Ariarates I fue asesinado y en los años posteriores se sucedieron las cuatro guerras de los Diádocos por el dominio del territorio heredado de Alejandro, tras las cuales Tiana pasó por varias manos hasta el 280 a. C. que Ariarates II unió nuevamente el territorio y proclamó de nuevo el Reino de Capadocia entre la sumisión y la resistencia de la dinastía seléucida.

### El periodo romano
En el año 188 a. C. se firmó el tratado de Apamea por el que se aliaban Capadocia, Pérgamo y Roma. Durante los siguientes años hubo algunos enfrentamientos con los seléucidas. Finalmente y a la muerte del último rey de Capadocia Arquelao Ktistes en el año 17 d. C., la ciudad pasó a ser parte del Imperio Romano.
Bajo el reinado del emperador romano Caracalla, la ciudad se convirtió en la colonia romana Tyana. Fue parte después del imperio de la reina Zenobia de Palmira, y reconquistada por Lucio Domicio Aureliano en el año 272, que no permitiría saquearla a sus soldados, supuestamente porque Apolonio (fallecido casi dos siglos antes) se le apareció, rogando por su seguridad.

### Periodo bizantino y califato abasí
El emperador romano Flavio Julio Valente dividió la Capadocia en dos provincias en el año 371 y la hizo capital de la provincia de Cappadocian Secundus, causando una disputa entre el obispo de Cesárea (Basilio el Magno) y el de Tiana (Antimo), cada uno de los cuales quería acaparar el máximo número de feligreses.
Posteriormente, la ciudad también sería conocida como Christoupolis. (Griego: Χριστούπολις, "ciudad de Cristo").
Después de las conquistas musulmanas y el establecimiento de la frontera entre el Imperio bizantino y el Califato a lo largo de las montañas de Tauro, Tiana se hizo importante como base militar debido a su posición estratégica en el camino de Cilicia y Siria a través de las Puertas de Cilicia, que se encuentran a unos 30 km al sur, en consecuencia, la ciudad fue atacada con frecuencia por las incursiones musulmanas.
Hacia el año 640 Tiana tenía tres Diócesis y así permaneció hasta el siglo X.
Sobre los siglos VIII y IX los árabes la llamaron Tuwani.
La ciudad fue saqueada por primera vez por los omeyas tras un largo asedio en 708, y permaneció abandonada durante algún tiempo antes de ser reconstruida. Durante la Invasión abasí del año 806 fue ocupada por el califa abasí Harún al-Rashid, que hizo de la ciudad una base militar e incluso erigió una mezquita, pero fue evacuada después de que el emperador bizantino Nicéforo I comprara la paz.
La ciudad fue conquistada y destruida de nuevo por los abasíes de Al-Abbas ibn al-Ma'mun en el año 831. Posteriormente la abandonó planeando reconstruirla y remodelarla tres años más tarde como campamento militar para la conquista del Imperio bizantino prevista por al-Mamun, pero después de la repentina muerte de éste en agosto del año 833, el plan fue abandonado y la ciudad a medio terminar fue destruida de nuevo.
La ciudad entró en decadencia después del año 933, ya que la amenaza árabe retrocedió.

### Conquista selyúcida
Después de la batalla de Manzikert en 1071, los selyúcidas iniciaron la conquista del territorio bizantino. Tiana estaba prácticamente en ruinas debido a la dejadez y el paso del tiempo, las fortificaciones habían desaparecido y sus piedras habían servido para construir las ciudades de Bor, Kemerhisar y Bahçeli.

Sultanato selyúcida de Rum en el.

En 1166 pasó a formar parte del sultanato selyúcida de Rum hasta que en 1322 los karamánidas derrotaron al último descendiente selyúcida que se había establecido como Emir de Konya.
Durante los años posteriores, toda la zona estuvo muy deteriorada como resultado de los numerosos combates entre los karamánidas y los mongoles.

### Imperio otomano y República Turca
Durante las conquistas del sultán Mehmet II "El Conquistador" de 1470, Tiana pasa a formar parte del Imperio otomano hasta su abolición en 1922 por Atatürk y la fundación de la actual República Turca en 1923.

### En la actualidad
Sobre las ruinas de Tiana se encuentra en la actualidad la ciudad turca de Kemerhisar (traducido del turco: Villa del Acueducto), situada a 4 km de Bor y a 20 km de Niğde hacia el sur.
Actualmente pueden verse restos de un acueducto romano de casi 2 km datado aproximadamente en el reinado de Caracalla (211-217 d. C.) junto a las ruinas de unas construcciones romano-bizantinas y una piscina romana situada en el extremo sureste de la ciudad. También pueden verse restos de rocas talladas en varias partes de la ciudad e incluso como parte de alguna construcción actual.
Hoy en día, la zona sigue siendo un importante centro estratégico, el ejército turco dispone de una base militar en las proximidades.

## Imágenes

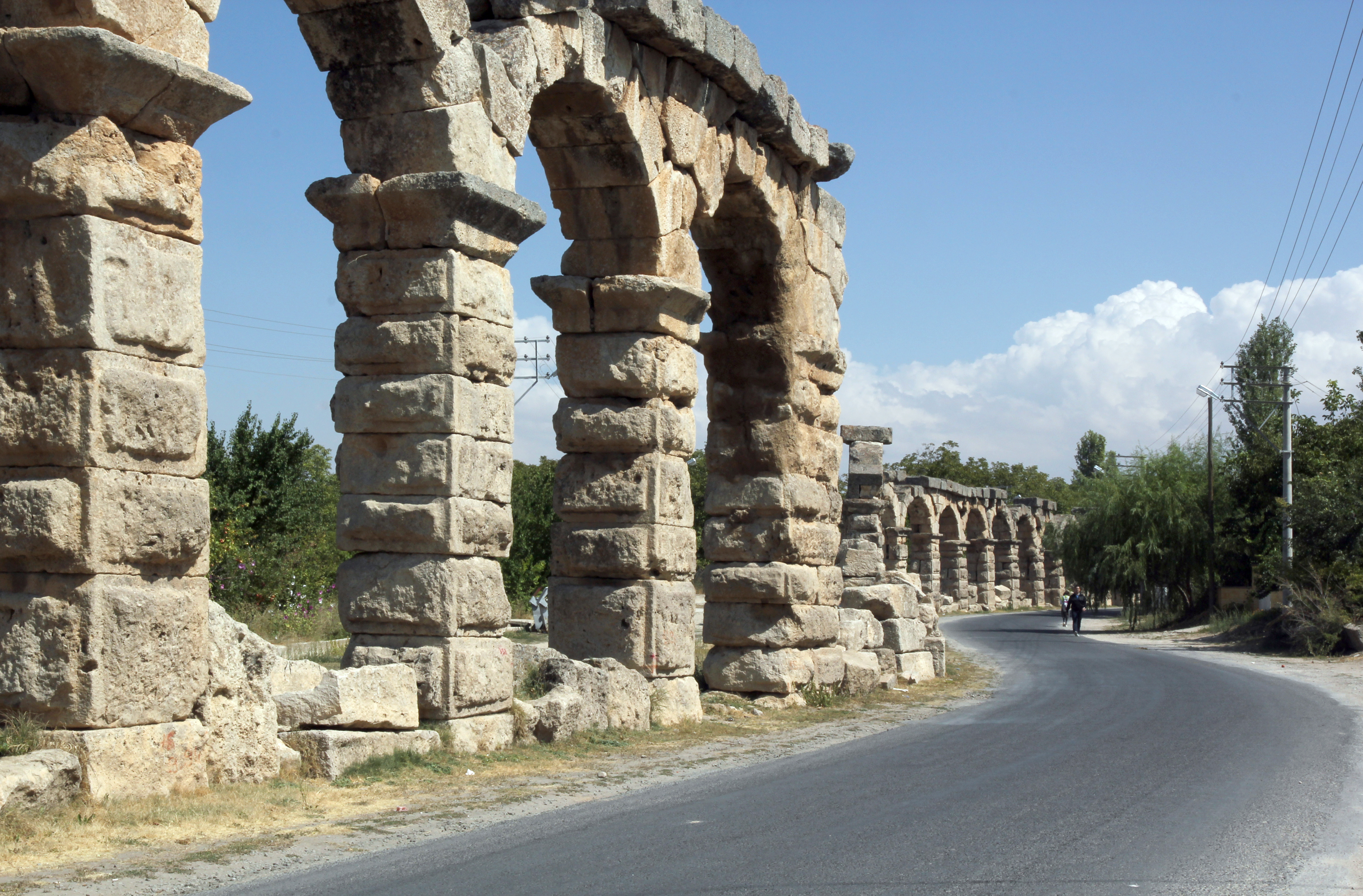
Acueducto
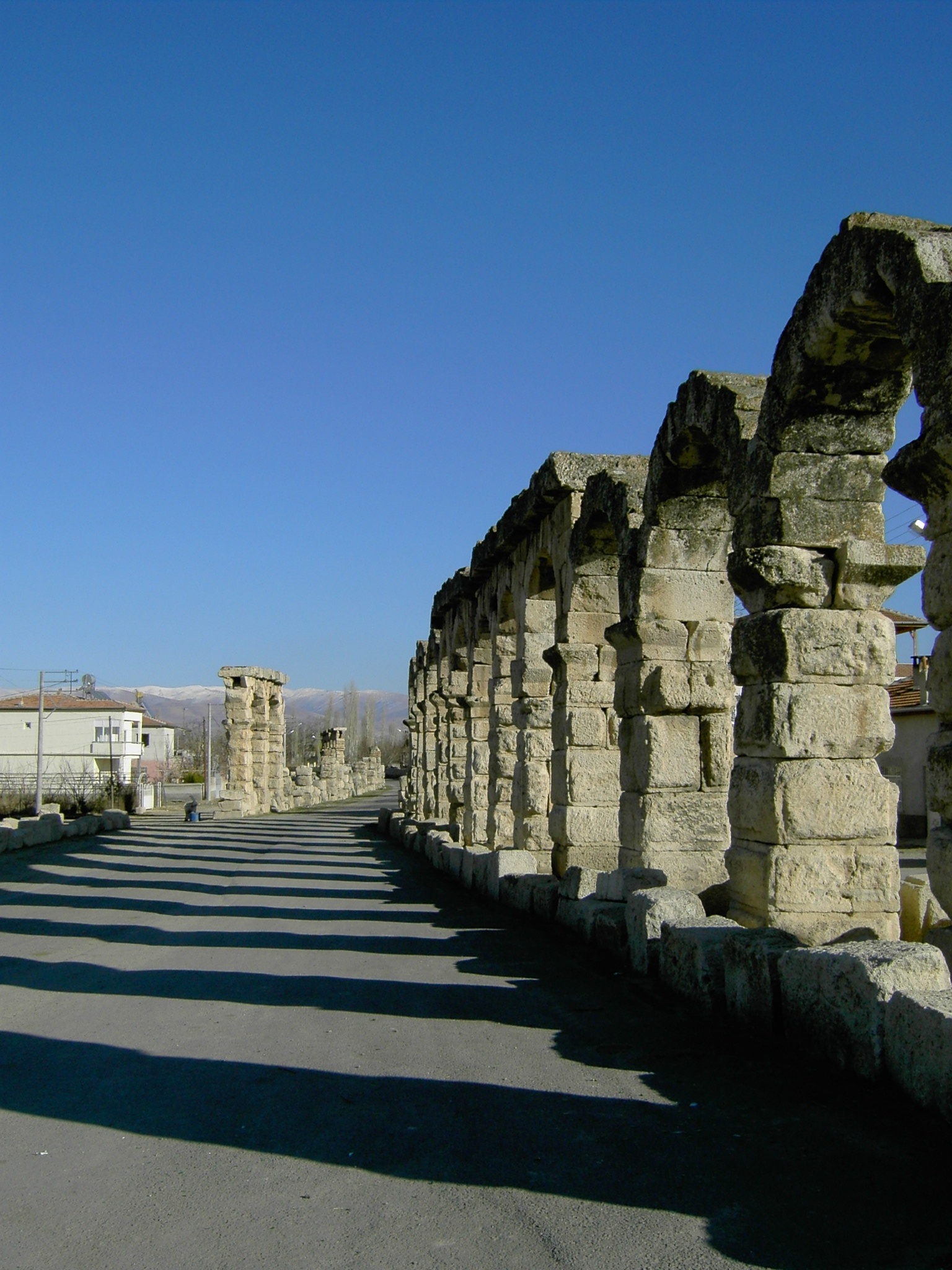
Acueducto
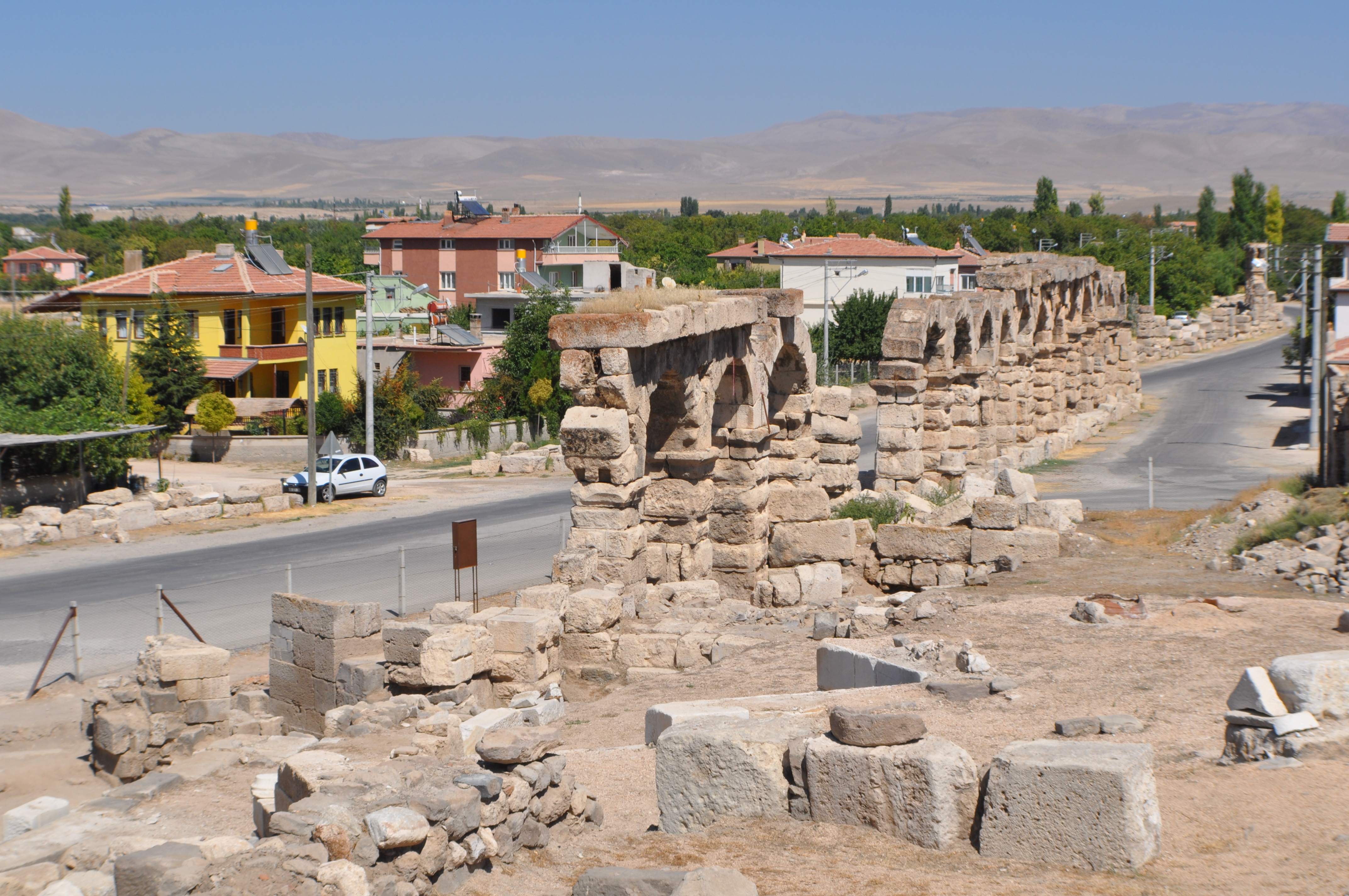
Vista desde la ciudad
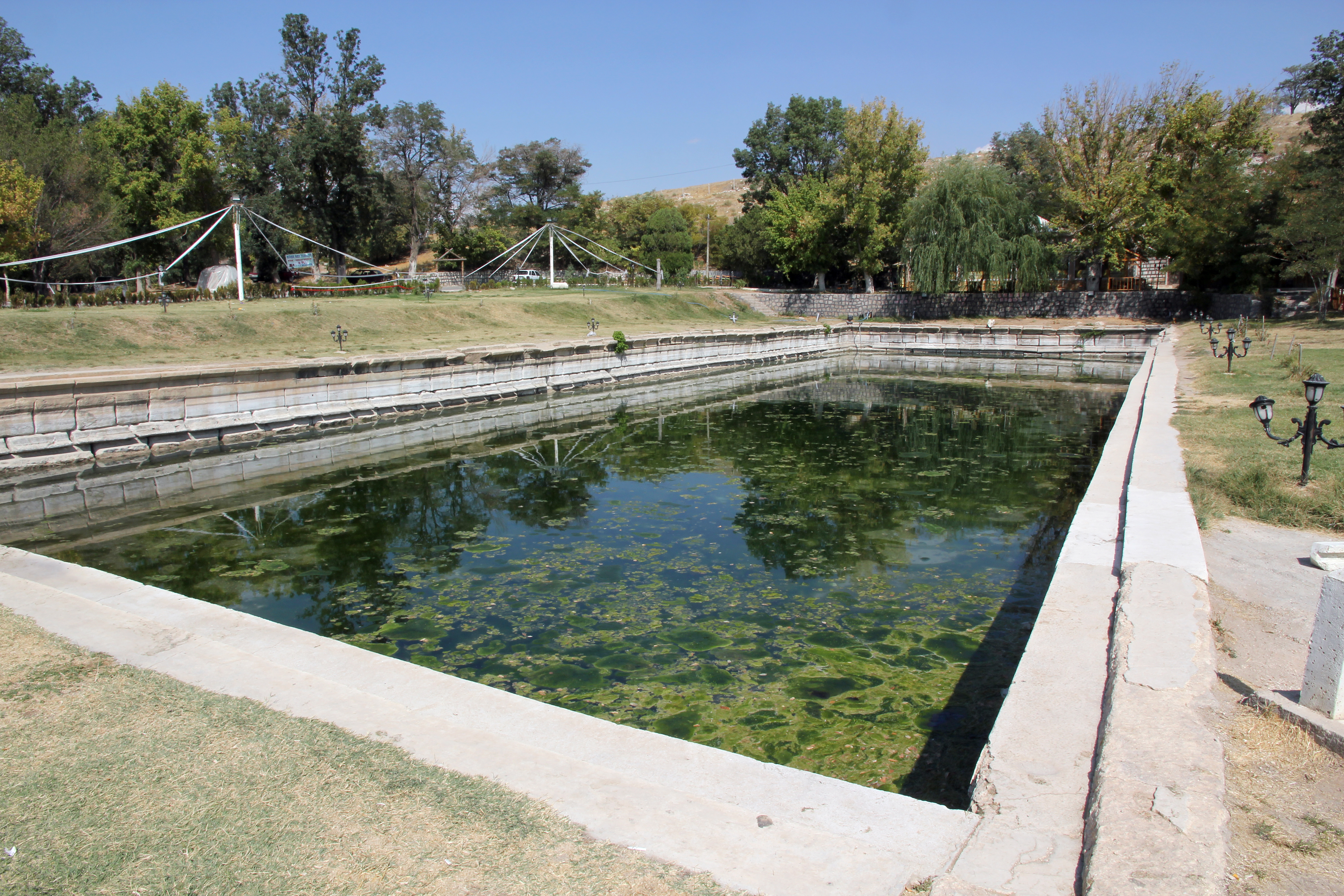
Baños romanos en el antiguo extremo este del acueducto
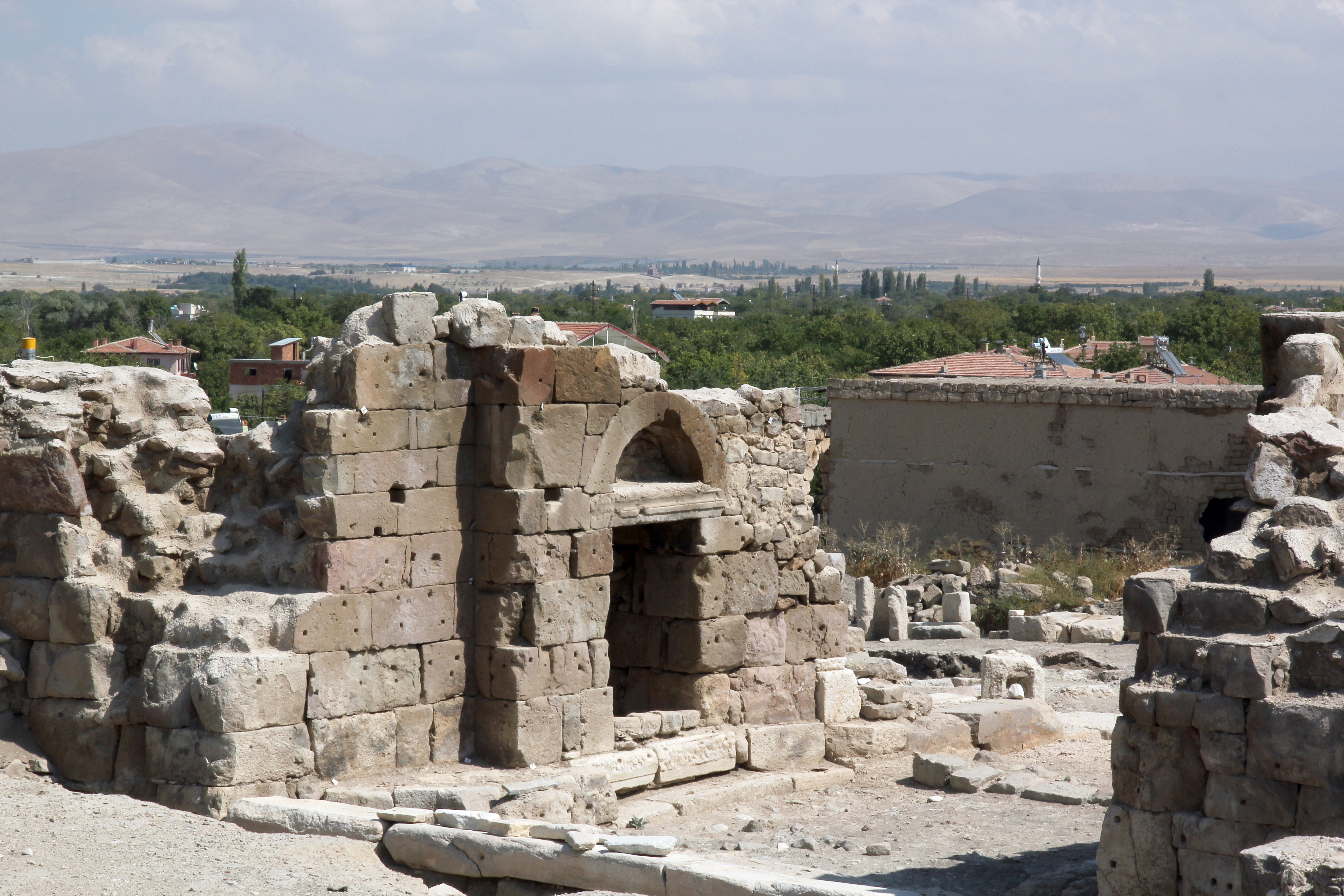
Las excavaciones en el extremo oeste del acueducto
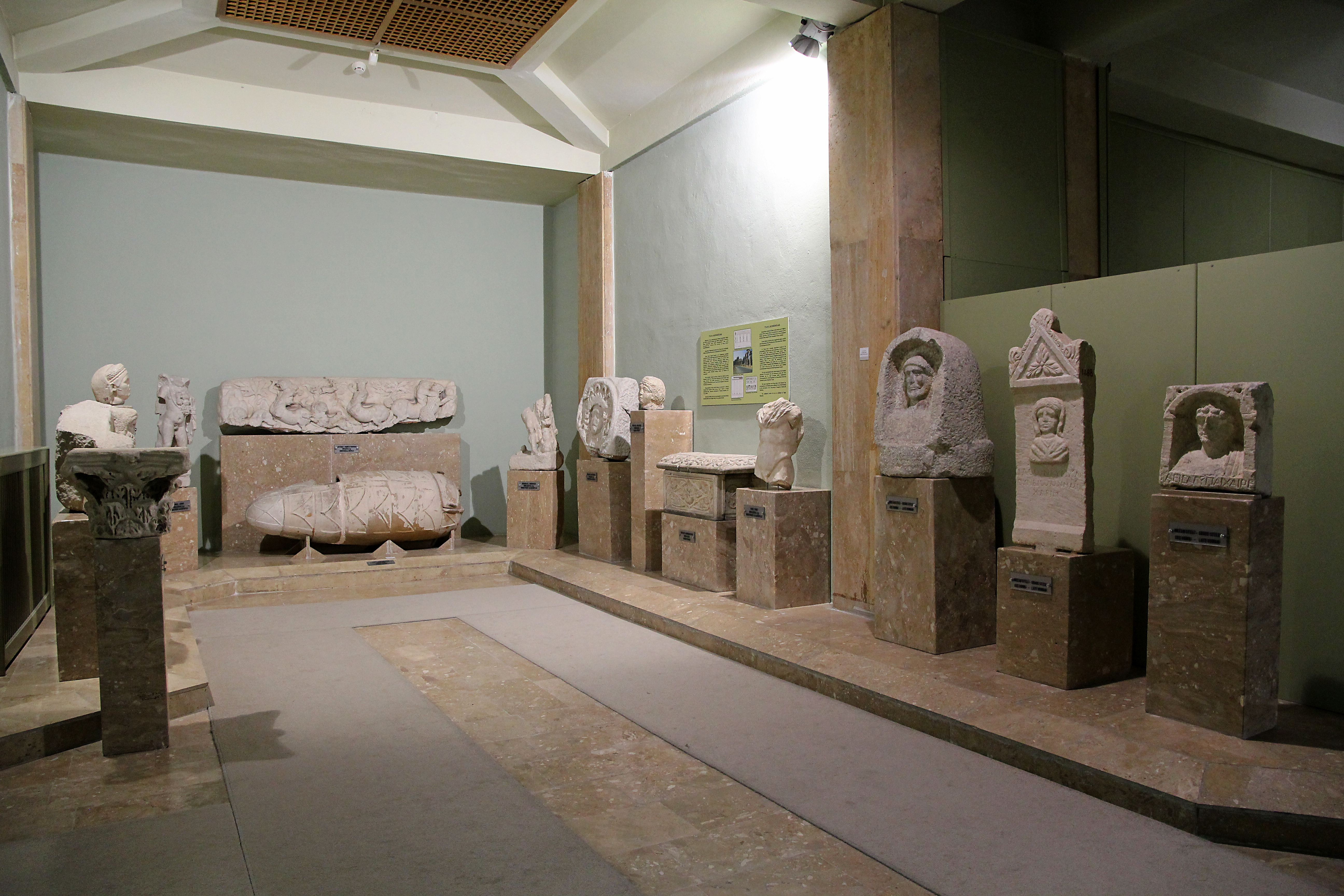
Los hallazgos de Tiana en el Museo de Nigde

## Obispado de Tiana
El historiador francés Michel Le Quien (1661-1733) menciona 28 obispos (Oriens christianus, I, 395-402) entre los cuales se encuentran:
- Eutiques, presente en el concilio de Nicea del 325
- Antimo, el rival de san Basilio
- Etéreo, presente en Constantinopla en 381
- Teodoro, amigo de san Juan Crisóstomo
- Euterio, partidario de Nestorio, depuesto y exiliado en 431
- Ciriaco, un severo monofisita

En mayo de 1359 todavía había un Obispo metropolitano, pero en 1360 la sede pasó a ser administrada por Cesárea que se convirtió en su titular.

## Citas
En una leyenda griega, la ciudad se llamó Thoana, debido a que el rey Thoas de Tracia fue su fundador (Arriano, Periplo del Ponto Euxino, vi); fue en Capadocia, a los pies de las montañas de Taurus y cerca de las Puertas de Cilicia (Estrabón, XII, 537; XIII, 587).
Jenofonte menciona en su libro Anábasis, bajo el nombre de Dana, como una ciudad grande y próspera. La llanura circundante fue conocida después como Tyanitis.
Es el lugar de nacimiento del reputado filósofo, matemático y místico griego neopitagórico Apolonio de Tiana en el primer siglo de nuestra era.
Ovidio (Metamorfosis VIII) sitúa la historia de Filemón y Baucis en los alrededores.
Según Estrabón la ciudad era conocida también como "Eusebia de los Tauros".